# Aichi S1A
Aichi S1A Denko (Tia chớp) là một loại tiêm kích bay đêm của Nhật Bản, dự định sẽ thay thế cho loại máy bay Nakajima J1N1-S Gekkou (tên mã đồng minh đặt là Irving).

## Tính năng kỹ chiến thuật(S1A1 Denko)
Dữ liệu lấy từ Japanese Aircraft of the pacific War
Đặc tính tổng quát
- Kíp lái: 2
- Chiều dài: 49 ft 6,5 in (15,100 m)
- Sải cánh: 57 ft 5 in (17,50 m)
- Chiều cao: 15 ft 1,5 in (4,610 m)
- Diện tích cánh: 505.902 foot vuông (46.999,8 m2)
- Trọng lượng rỗng: 16.138 lb (7.320 kg)
- Trọng lượng có tải: 22.443 lb (10.180 kg)
- Trọng lượng cất cánh tối đa: 25.375 lb (11.510 kg)
- Động cơ: 2 × Nakajima NK9K-S , 2.000 hp (1.500 kW)  mỗi chiếc
- Cánh quạt: 4-lá

Hiệu suất bay
- Vận tốc cực đại: 360 mph (579 km/h; 313 kn)
- Vận tốc hành trình: 273 mph (237 kn; 439 km/h)
- Tầm bay: 1.054 mi (916 nmi; 1.696 km)
- Tầm bay chuyển sân: 1.553 mi (1.350 nmi; 2.499 km)
- Trần bay: 39.370 ft (12.000 m)
- Tải trên cánh: 44,4 lb/foot vuông (217 kg/m2)

Vũ khí trang bị

- Súng:
- 2× Pháo Kiểu 5 30mm
- 2× pháo Kiểu 99 mẫu 1 20mm
- 2× pháo Kiểu 99 mẫu 2 20mm